# Михаило Палеолог Асен
Михаило Асен (грч. Μιχαήλ Άσάν, Μιχαήλ ό Άσάν[ης] или Μιχαήλ Παλαιολόγος Κομνηνός Άσάνης) је био византијски аристократа бугарског порекла, титулиран „цар Бугарске” 1302/1303. године.
Михаило Асен је најстарији син цара Јована Асена III и царице Ирине Палеолог, рођен око 1280. године. По очевој страни припада бугарској царској династији Асена, а по мајци визнатијској царској династији Палеолога. Као и његов отац, Михаило Асен је значајан део свог живота провео у Византији. После смрти цара Јована Асена III, био је претендент на бугарски престо, подржан од византијског цара Андроника II Палеолога. Постоје хипотезе да је почетком 14. века ковао новац са бугарским и латинским натписима, потоњи намењеним каталонским најамницима, уз чију помоћ је покушао да збаци цара Теодора Светослава са престола.
Током грађанског рата између два цара, деде и унука – Андроника Старог и Андроника Млађег, Михаило Асен је заједно са деспотом Димитријем и протовестијаром Андроником Палеологом стао на страну старог цара, делујући против његових противника (око 1326-1327). У једном тренутку у овим сукобима, када је наступила превласт младог Андроника, морали су да потраже помоћ за старог цара код српског краља Стефана Уроша III Дечанског Немањића. Потом је Михаило Асен предао Србима важну византијску тврђаву Просек, у којој је тада боравио, прешавши у службу српског краља. Највероватније је Михаило Асен остао до краја живота у западним бугарским земљама, тада укљученим у структуру оснажене српске државе.
Верује се да је Михаило Асен имао троје деце:
- Ирина Асен 1342 – 1362
- Јарослав Асен Палеолог
- Аврам Асен Палеолог, имао је петоро деце – Александра Асена, Димитра Асена, Теодору Асенину, Марију Асенину и Асена, везира Ајдинског[3]